# عدم استقرار الجينوم
يشير مصطلح عدم استقرار الجينوم (المسمى أيضًا عدم الاستقرار الجيني أو عدم الاستقرار الجينومي) إلى النسبة العالية من الطفرات داخل جينوم السلالة الخلوية. يمكن أن تشمل هذه الطفرات تغييرات في تسلسل الحمض النووي، أو إعادة ترتيب الكروموسومات، أو اختلال الصيغة الصبغية. يحدث عدم استقرار الجينوم في البكتيريا. يعتبر عدم استقرار الجينوم في الكائنات متعددة الخلايا أمرًا أساسيًا في التسرطن،كما أنه عامل في بعض الأمراض العصبية التنكسية مثل التصلب الجانبي الضموري أو المرض العصبي العضلي المُسمى حثل التأتر العضلي.
لقد بدأت ماهية مصادر عدم استقرار الجينوم في التبلور مؤخرًا فقط. يمكن أن يكون التكرار المرتفع لتلف الحمض النووي الذي تسببه العوامل الخارجية،أحد المصارد لعدم استقرار الجينوم نظرًا لأن أضرار الحمض النووي يمكن أن تسبب اصطناعاً غير دقيق للآفات العابرة (translesion) بعد حدوث بعض الأضرار أو الأخطاء أثناء عملية الترميم، مما يؤدي إلى نشوء طفرة. قد يكون أحد المصادر الأخرى لعدم استقرار الجينوم هو انخفاض التعبير الفوق جيني أو الطفريّ في التعبير عن جينات ترميم الحمض النووي. نظرًا لأن تلف الحمض النووي (الناجم عن التمثيل الغذائي) متكرر جدًا، حيث يحدث في المتوسط أكثر من 60،000 مرة يوميًا في جينومات الخلايا البشرية، فمن المحتمل أن يكون أي إصلاح منخفض للحمض النووي مصدرًا مهمًا لعدم استقرار الجينوم.

## حالة الجينوم المعتادة
عادةً، تُظهر جميع الخلايا في الفرد من نوع معين (نبات أو حيوان) عددًا ثابتًا من الكروموسومات، والتي تشكل ما يُعرف بالنمط النووي الذي يحدد هذا النوع (طالع أيضًا قائمة بالكائنات الحية حسب عدد الكروموسومات)، على الرغم من أن بعض الأنواع تقدم تقلبية عالية جدا في النمط النووي. في البشر، تحدث الطفرات التي من شأنها أن تغير الحمض الأميني داخل منطقة ترميز البروتين في الجينوم بمعدل 0.35 لكل جيل (أقل من بروتين طفري واحد لكل جيل). في بعض الأحيان، في الأنواع ذات النمط النووي المستقر، يمكن ملاحظة الاختلافات العشوائية التي تعدل العدد الطبيعي للكروموسومات.
في حالات أخرى، هناك تعديلات هيكلية وبنيوية (عمليات انتقال الكروموسومات، عمليات الحذف ...) التي تعمل على تعديل تكملة الكروموسومات. في هذه الحالات، يُشار إلى أن الكائن المصاب يعاني من عدم استقرار الجينوم (أيضًا عدم الاستقرار الجيني، أو حتى عدم الاستقرار الكروموسومي). غالبًا ما تؤدي عملية عدم استقرار الجينوم إلى حالة اختلال الصيغة الصبغية، حيث تقدم الخلايا عددًا كروموسوميًا إما أعلى أو أقل من المكمل الطبيعي للأنواع.

## أسباب عدم استقرار الجينوم

### خلل تضاعف الدنا
في دورة الخلية، يكون الحمض النووي عادة أكثر عرضة للتأثر أثناء عملية التضاعف(اجهاد تضاعفيreplication stress). يجب أن يكون جهاز الريبليزوم قادرًا على تجاوز العقبات مثل الكروماتين الملفوف بإحكام مع البروتينات المرتبطة به، والفواصل المفردة والمزدوجة والتي يمكن أن تؤدي إلى توقف شوكة التضاعف. يجب أن يؤدي كل بروتين أو إنزيم في الريبليزوم وظيفته جيدًا لإنتاج نسخة كاملة من الحمض النووي. يمكن أن تؤدي الطفرات في البروتينات مثل بوليميريز الحمض النووي، والليغاز، إلى ضعف في التضاعف وتؤدي إلى التبادل التلقائي للكروموسومات.

## في الأمراض العصبية والعصبية العضلية
من بين حوالي 200 اضطراب عصبي وعضلي، 15 لها صلة واضحة بخلل موروث أو مكتسب في أحد مسارات إصلاح الحمض النووي أو الإجهاد التأكسدي السام الجيني المفرط.خمسة منهم (جفاف الجلد المصطبغ، متلازمة كوكايين، حثل كبريتي شعري، متلازمة داون، متلازمة ثلاثية A) لديهم خلل في مسار ترميم استئصال النوكليوتيدات. يبدو أن ستة (رنح نخاعي مخيخي مع اعتلال عصبي عصبي -1، ومرض هنتنغتون، ومرض ألزهايمر، ومرض باركنسون، ومتلازمة داون، والتصلب الجانبي الضموري) ناتجة عن زيادة الإجهاد التأكسدي، وعدم قدرة مسار ترميم استئصال القاعدة على التعامل مع الأضرار التي تلحق بالحمض النووي. غالبًا ما يكون لأربعة منهم (مرض هنتنغتون، رنح شوكي مخيخي مختلف، رنح فريدريك وحثل التأتر العضلي من النوعين 1 و 2) توسع غير عادي في التسلسلات المتكررة في الحمض النووي، والذي يُحتمل أن يُعزى إلى عدم استقرار الجينوم. أربعة (رنح - توسع الشعيرات، اضطراب شبيه برنح - توسع الشعيرات، متلازمة كسر نيميغن ومرض الزهايمر) لديها خلل في الجينات المشاركة في إصلاح فواصل الحمض النووي المزدوجة. بشكل عام، يبدو أن الإجهاد التأكسدي هو سبب رئيسي لعدم الاستقرار الجيني في الدماغ. ينشأ مرض عصبي معين عندما يكون المسار الذي يمنع الإجهاد التأكسدي فيه خلل ما، أو يكون مسار ترميم الحمض النووي، الذي عادةً ما يصلح الضرر الناجم عن الإجهاد التأكسدي، ناقصًا.

## في السرطان
عدم استقرار الجينوم هو سمة من سمات معظم أنواع السرطان. يمكن فهم الآليات المحتملة التي تؤدي إلى عدم الاستقرار الجيني من خلال مراجعة دراسات التسلسل عالية الإنتاجية الحديثة للسرطانات البشرية. في السرطانات التي يكون لها عامل جيني أو وراثي، والتي تتميز إما بعدم استقرار الساتل الميكروي أو عدم استقرار الكروموسومات، فإن الأساس لعدم الاستقرار الجيني هو الطفرات التي تحدث في جينات إصلاح الحمض النووي. في السرطانات المتفرقة (غير الوراثية)، لا يرجع عدم الاستقرار الجيني، على الأقل في المراحل المبكرة من تطور السرطان، إلى طفرات في جينات إصلاح الحمض النووي أو جينات نقاط التفتيش الميتوزية.
يشير نمط الطفرات في السرطانات البشرية المتفرقة إلى أن الضغط الانتقائي لطفرات الجين الكابت للورم p53 أي(TP53) مرتبط بتلف الحمض النووي، بدلاً من تنشيط p14ARF. قد يرتبط عدم الاستقرار الجيني في السرطانات البشرية المتفرقة بتلف الحمض النووي الناجم عن الجينات الورمية. يشير تحليل دراسات التسلسل عالية الإنتاجية الحديثة للسرطانات البشرية إلى أنه يمكن إضافة عدم الاستقرار الجيني إلى السمات المميزة الأصلية للسرطان، وأنه يمكن توحيد اثنين من السمات المميزة السابقة، وهما الاكتفاء الذاتي في إشارات النمو وعدم الحساسية للإشارات المضادة للنمو، إلى واحد.

## طالع أيضًا
- عدم استقرار الكروموسوم
- عدم استقرار الساتل الميكروي